# Dalophia longicauda
Dalophia longicauda — вид плазунів з родини амфісбенових (Amphisbaenidae). Мешкає в Південній Африці.

## Поширення і екологія
Dalophia longicauda мешкають на північному сході Намібії (в районі смуги Капріві), на півночі Замбії та на півдні Ботсвани. Вони живуть в сухих саванах.